# Мавзолей Кармакшы-ата
Мавзолей Кармакшы-ата — памятник архитектуры 14—15 вв.[уточнить], расположен в 1—2 км от центра Кармакшинского района. Имеет форму квадрата (7,3x6,0x7,3 м), верх куполообразный. На стенах и куполе узоров нет, снаружи и внутри побелен. Впервые на Мавзолей Кармакшы-ата обратил внимание И.Кастанье, который отметил, что он построен из жженой глины. Местное население, считавшее Кармакшы ата пророком, покрыло крышу белой тканью, на который была написана его биография. Согласно народным легендам, Кармакшы ата был покровителем города. Мавзолей не исследован, сохранились лишь записи И.Кастанье и др.